# Kolem Belgie 2022
91. ročník etapového cyklistického závodu Kolem Belgie (oficiálně Baloise Belgium Tour) se konal mezi 15. a 19. červnem 2022 v Belgii. Celkovým vítězem se stal Švýcar Mauro Schmid z týmu Quick-Step–Alpha Vinyl. Na druhém a třetím místě se umístili Belgičané Tim Wellens (Lotto–Soudal) a Quinten Hermans (Intermarché–Wanty–Gobert Matériaux). Závod byl součástí UCI ProSeries 2022 na úrovni 2.Pro.

## Týmy
Závodu se zúčastnilo 8 z 18 UCI WorldTeamů, 6 UCI ProTeamů a 8 UCI Continental týmů. Všechny týmy nastoupily na start se sedmi závodníky kromě týmu Baloise–Trek Lions s šesti jezdci a Teamu DSM s pěti jezdci. Reinardt Janse van Rensburg (Lotto–Soudal) neodstartoval úvodní etapu, závod tak odstartovalo 150 jezdců. Do cíle v Beringenu dojelo 125 z nich.
UCI WorldTeamy
- Bora–Hansgrohe
- Cofidis
- Intermarché–Wanty–Gobert Matériaux
- Israel–Premier Tech
- Lotto–Soudal
- Quick-Step–Alpha Vinyl
- Team DSM
- Trek–Segafredo

UCI ProTeamy
- Alpecin–Fenix
- Arkéa–Samsic
- Bingoal Pauwels Sauces WB
- B&B Hotels–KTM
- Sport Vlaanderen–Baloise
- Uno-X Pro Cycling Team

UCI Continental týmy
- Baloise–Trek Lions
- Bolton Equities Black Spoke Pro Cycling
- BEAT Cycling
- Geofco–Doltcini Matériel-vélo.com
- Minerva Cycling Team
- Pauwels Sauces–Bingoal
- Tarteletto–Isorex
- VolkerWessels Cycling Team

## Trasa a etapy
| Etapa         | Datum         | Trasa                                         | Vzdálenost    | Typ      | Typ                  | Vítěz                  |
| ------------- | ------------- | --------------------------------------------- | ------------- | -------- | -------------------- | ---------------------- |
| 1             | 15. června    | Merelbeke – Maarkedal                         | 165 km        |          | Rovinatá etapa       | Mads Pedersen (DEN)    |
| 2             | 16. června    | Beveren – Knokke-Heist                        | 175,6 km      |          | Rovinatá etapa       | Jasper Philipsen (BEL) |
| 3             | 17. června    | Scherpenheuvel-Zichem – Scherpenheuvel-Zichem | 11,8 km       |          | Individuální časovka | Yves Lampaert (BEL)    |
| 4             | 18. června    | Durbuy – Durbuy                               | 172,3 km      |          | Zvlněná etapa        | Quinten Hermans (BEL)  |
| 5             | 19. června    | Gingelom – Beringen                           | 182,1 km      |          | Rovinatá etapa       | Fabio Jakobsen (NED)   |
| Celková délka | Celková délka | Celková délka                                 | Celková délka | 707,7 km | 707,7 km             | 707,7 km               |

## Průběžné pořadí p
| Etapa          | Vítěz            | Celkové pořadí | Bodovací soutěž | Soutěž bojovnosti         | Soutěž mladých jezdců | Soutěž týmů                        |
| -------------- | ---------------- | -------------- | --------------- | ------------------------- | --------------------- | ---------------------------------- |
| 1              | Mads Pedersen    | Mads Pedersen  | Mads Pedersen   | Mark Donovan              | Thibau Nys            | Intermarché–Wanty–Gobert Matériaux |
| 2              | Jasper Philipsen | Mads Pedersen  | Mads Pedersen   | Daan van Sintmaartensdijk | Thibau Nys            | Intermarché–Wanty–Gobert Matériaux |
| 3              | Yves Lampaert    | Mads Pedersen  | Mads Pedersen   | Daan van Sintmaartensdijk | Kévin Vauquelin       | Quick-Step–Alpha Vinyl             |
| 4              | Quinten Hermans  | Mauro Schmid   | Mads Pedersen   | Dries De Bondt            | Kévin Vauquelin       | Intermarché–Wanty–Gobert Matériaux |
| 5              | Fabio Jakobsen   | Mauro Schmid   | Mads Pedersen   | Dries De Bondt            | Kévin Vauquelin       | Intermarché–Wanty–Gobert Matériaux |
| Konečné pořadí | Konečné pořadí   | Mauro Schmid   | Mads Pedersen   | Dries De Bondt            | Kévin Vauquelin       | Intermarché–Wanty–Gobert Matériaux |

- V 2. etapě nosil Tim Wellens, jenž byl druhý v bodovací soutěži, červený dres, protože vedoucí závodník této klasifikace Mads Pedersen nosil modrý dres pro lídra celkového pořadí.
- V etapách 3 a 4 nosil Jasper Philipsen, jenž byl druhý v bodovací soutěži, červený dres, protože vedoucí závodník této klasifikace Mads Pedersen nosil modrý dres pro lídra celkového pořadí.

## Konečné pořadí
| Legenda | Legenda                         | Legenda | Legenda                               |
| ------- | ------------------------------- | ------- | ------------------------------------- |
|         | Označuje lídra celkového pořadí |         | Označuje lídra soutěže bojovnosti     |
|         | Označuje lídra bodovací soutěže |         | Označuje lídra soutěže mladých jezdců |

### Celkové pořadí
| Pořadí | Jezdec                   | Tým                                     | Čas         |
| ------ | ------------------------ | --------------------------------------- | ----------- |
| 1      | Mauro Schmid (SUI)       | Quick-Step–Alpha Vinyl                  | 15h 58' 40" |
| 2      | Tim Wellens (BEL)        | Lotto–Soudal                            | + 0"        |
| 3      | Quinten Hermans (BEL)    | Intermarché–Wanty–Gobert Matériaux      | + 12"       |
| 4      | Lorenzo Rota (ITA)       | Intermarché–Wanty–Gobert Matériaux      | + 45"       |
| 5      | Victor Campenaerts (BEL) | Lotto–Soudal                            | + 1' 09"    |
| 6      | Dries De Bondt (BEL)     | Alpecin–Fenix                           | + 1' 54"    |
| 7      | Mads Pedersen (DEN)      | Trek–Segafredo                          | + 2' 12"    |
| 8      | Jasper Philipsen (BEL)   | Alpecin–Fenix                           | + 2' 34"    |
| 9      | Oscar Riesebeek (NED)    | Alpecin–Fenix                           | + 2' 37"    |
| 10     | Aaron Gate (NZL)         | Bolton Equities Black Spoke Pro Cycling | + 3' 03"    |

### Bodovací soutěž
| Pořadí | Jezdec                 | Tým                                | Body |
| ------ | ---------------------- | ---------------------------------- | ---- |
| 1      | Mads Pedersen (DEN)    | Trek–Segafredo                     | 94   |
| 2      | Jasper Philipsen (BEL) | Alpecin–Fenix                      | 87   |
| 3      | Tim Wellens (BEL)      | Lotto–Soudal                       | 53   |
| 4      | Quinten Hermans (BEL)  | Intermarché–Wanty–Gobert Matériaux | 49   |
| 5      | Fabio Jakobsen (NED)   | Quick-Step–Alpha Vinyl             | 43   |
| 6      | Alberto Dainese (ITA)  | Team DSM                           | 37   |
| 7      | Lorenzo Rota (ITA)     | Intermarché–Wanty–Gobert Matériaux | 34   |
| 8      | Gerben Thijssen (BEL)  | Intermarché–Wanty–Gobert Matériaux | 32   |
| 9      | Sasha Weemaes (BEL)    | Sport Vlaanderen–Baloise           | 28   |
| 10     | Mauro Schmid (SUI)     | Quick-Step–Alpha Vinyl             | 25   |

### Soutěž bojovnosti
| Pořadí | Jezdec                          | Tým                                | Body |
| ------ | ------------------------------- | ---------------------------------- | ---- |
| 1      | Dries De Bondt (BEL)            | Alpecin–Fenix                      | 57   |
| 2      | Daan van Sintmaartensdijk (NED) | VolkerWessels Cycling Team         | 51   |
| 3      | Yoeri Havik (NED)               | BEAT Cycling                       | 33   |
| 4      | Marco Tizza (ITA)               | Bingoal Pauwels Sauces WB          | 20   |
| 5      | Yentl Vandevelde (BEL)          | Minerva Cycling Team               | 17   |
| 6      | Tom Van Asbroeck (BEL)          | Israel–Premier Tech                | 16   |
| 7      | Martin Urianstad (NOR)          | Uno-X Pro Cycling Team             | 14   |
| 8      | Quinten Hermans (BEL)           | Intermarché–Wanty–Gobert Matériaux | 13   |
| 9      | Quentin Jauregui (FRA)          | B&B Hotels–KTM                     | 12   |
| 10     | Mark Donovan (GBR)              | Team DSM                           | 11   |

### Soutěž mladých jezdců
| Pořadí | Jezdec                   | Tým                                     | Čas         |
| ------ | ------------------------ | --------------------------------------- | ----------- |
| 1      | Kévin Vauquelin (FRA)    | Arkéa–Samsic                            | 16h 01' 57" |
| 2      | William Blume Levy (DEN) | Uno-X Pro Cycling Team                  | + 9' 42"    |
| 3      | Thibau Nys (BEL)         | Baloise–Trek Lions                      | + 10' 22"   |
| 4      | Jenno Berckmoes (BEL)    | Sport Vlaanderen–Baloise                | + 10' 29"   |
| 5      | Luis-Joe Lührs (GER)     | Bora–Hansgrohe                          | + 10' 57"   |
| 6      | Logan Currie (NZL)       | Bolton Equities Black Spoke Pro Cycling | + 11' 21"   |
| 7      | Axel Laurance (FRA)      | B&B Hotels–KTM                          | + 12' 58"   |
| 8      | Yentl Vandevelde (BEL)   | Minerva Cycling Team                    | + 22' 23"   |
| 9      | Arnaud De Lie (BEL)      | Lotto–Soudal                            | + 27' 11"   |
| 10     | Witse Meeussen (BEL)     | Pauwels Sauzen–Bingoal                  | + 27' 18"   |

### Soutěž týmů
| Pořadí | Tým                                     | Čas         |
| ------ | --------------------------------------- | ----------- |
| 1      | Intermarché–Wanty–Gobert Matériaux      | 48h 00' 54" |
| 2      | Quick-Step–Alpha Vinyl                  | + 1' 59"    |
| 3      | Alpecin–Fenix                           | + 2' 33"    |
| 4      | Lotto–Soudal                            | + 7' 06"    |
| 5      | Israel–Premier Tech                     | + 12' 30"   |
| 6      | Sport Vlaanderen–Baloise                | + 12' 40"   |
| 7      | Uno-X Pro Cycling Team                  | + 17' 51"   |
| 8      | Bolton Equities Black Spoke Pro Cycling | + 20' 15"   |
| 9      | Arkéa–Samsic                            | + 28' 37"   |
| 10     | Team DSM                                | + 34' 54"   |